# ستيفن بيلينغتون
ستيفن بيلينغتون (بالإنجليزية: Stephen Billington)‏ هو ممثل بريطاني، ولد في 10 ديسمبر 1969 في المملكة المتحدة.

## أعمال

### أفلام
- (2002) ريزدنت إيفل[5]

## وصلات خارجية
- ستيفن بيلينغتون على موقع IMDb (الإنجليزية)
- ستيفن بيلينغتون على موقع قاعدة بيانات الفيلم (الإنجليزية)